# 王时龙
王时龙（1966年8月—），湖南祁阳县人，中共党员，重庆大学副校长、教授，主要从事装备数字化控制技术及制造自动化技术、数控加工机床等方面的研究工作。入选中华人民共和国教育部2009年度"长江学者"特聘教授。